# San Andrés del Rabanedo
San Andrés del Rabanedo ist eine Gemeinde im nordwestlichen Zentral-Spanien in der Provinz León in der Autonomen Gemeinschaft Kastilien-León. Sie ist die drittgrößte Gemeinde der Provinz nach León und Ponferrada. Größter Ort der Gemeinde ist Trobajo del Camino, welcher am Jakobsweg liegt.  

## Geografie
Sie liegt im Tal des Flusses Bernesga, der im Kantabrischen Gebirge entspringt und in südlicher Richtung durch die Provinz León fließt, bevor er in den Fluss Esla mündet. Das Tal liegt auf einer Höhe von etwa 840 m. Parallel zum Fluss verläuft ein Steilhang, der an einigen Stellen von Rinnen durchzogen ist, und darüber befindet sich ein abfallendes Moorgebiet, in dem Getreide angebaut wird. Darüber wiederum liegt ein Hochland auf etwa 1100 m Höhe mit einem natürlichen Bewuchs aus Eichen und Kiefern.
Im Osten und Süden von San Andrés del Rabanedo liegt die Stadt León. Im Südosten liegt die Gemeinde Valverde de la Virgen, im Westen Cimanes del Tejar, im Nordwesten Rioseco de Tapia und im Norden die Gemeinden Sariegos und Cuadros. Etwa ein Drittel des Gemeindegebiets wird von der Militärbasis Conde de Gazola eingenommen und für Manöver genutzt.

## Bevölkerungsentwicklung
| Jahr      | 1950  | 1986   | 2001   | 2007   | 2015   | 2018   |
| --------- | ----- | ------ | ------ | ------ | ------ | ------ |
| Einwohner | 6 045 | 15 881 | 24 816 | 28 894 | 31 745 | 30 820 |

Der stetige Bevölkerungsanstieg seit der Mitte des 19. Jahrhunderts ist im Wesentlichen auf den Zuzug von Menschen aus den Dörfern in der Umgebung zurückzuführen (Landflucht).

## Wirtschaft
Neben der Landwirtschaft konzentriert sich die Wirtschaft auf die Industrie im Industriegebiet Trobajo, den Handel und den Bau.